# Elena Contreras Patiño
Elena Contreras Patiño (Madrid, Comunidad de Madrid, 6 de abril de 1988) es una árbitra asistente de fútbol español de la Primera División Femenina de España. Pertenece al Comité de Árbitros de la Comunidad de Madrid.

## Trayectoria
Ascendió a la máxima categoría del fútbol femenino español el año 2017, cuando esta fue creada para que la Primera División Femenina de España fuera dirigida únicamente por árbitras.
Debutó el 3 de septiembre de 2017 en la Primera División Femenina en un Zaragoza C.F.F. contra Fútbol Club Barcelona (0–9).
Descendió a Segunda División Femenina al finalizar la temporada 2020/2021. 

## Temporadas
| Categoría        | País   | Año       |
| ---------------- | ------ | --------- |
| Primera División | España | 2017-2021 |
| Segunda División | España | 2021-     |